# Palaestina eremica
Palaestina eremica är en spindelart som beskrevs av Levy 1992. Palaestina eremica ingår i släktet Palaestina och familjen Zodariidae.
Artens utbredningsområde är Egypten. Inga underarter finns listade i Catalogue of Life.